# Merolides arechavaletai
Merolides arechavaletai är en stekelart som beskrevs av Brethes 1909. Merolides arechavaletai ingår i släktet Merolides och familjen brokparasitsteklar. Inga underarter finns listade i Catalogue of Life.